# فرودگاه خارخارین
فرودگاه خارخارین (به انگلیسی: Kharkhorin Airport) یک فرودگاه نظامی و غیرنظامی با کد یاتا KHR است که یک باند فرود چمن دارد و طول باند آن ۱۸۰۰ متر است. این فرودگاه در شهر خارخارین، مغولستان کشور مغولستان قرار دارد و در ارتفاع ۱۴۵۰ متری از سطح دریا واقع شده است.